# Планети поза орбітою Нептуна

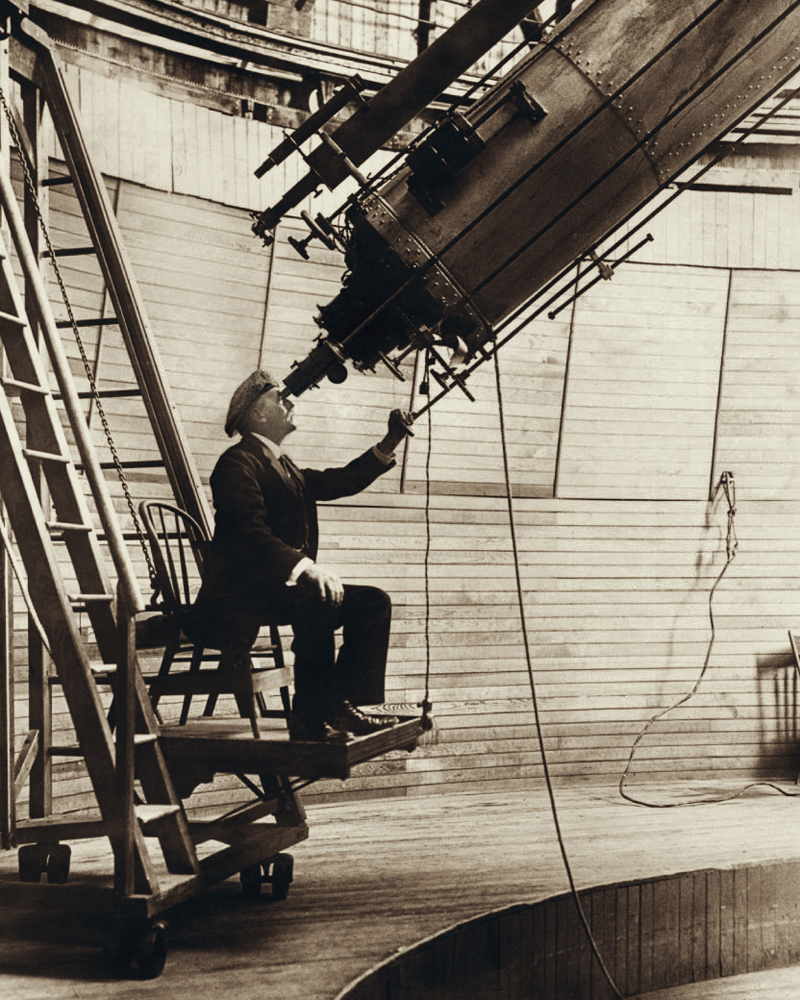
Персіваль Ловелл, автор гіпотези про існування Планети Ікс

Після відкриття Нептуна (1846) було висловлено чимало гіпотез про існування в Сонячній системі ще віддаленішої планети або іншого масивного тіла (наприклад, коричневого карлика). Це, зокрема, гіпотези про планету X, Тіхе, Немезиду, дев'яту планету тощо. Станом на 2020 рік доказів існування подібних об'єктів нема, хоча невеликих тіл за орбітою Нептуна відомо багато.
Пошуки планет поза Нептуном почалися ще в середині XIX ст. На початку XX ст. велику роботу в цьому напрямку виконав Персіваль Ловелл. Його пошуки ґрунтувалися на відмінностях між розрахованою й фактичною орбітою Урана. Ловелл вважав, що ці відхилення зумовлені гравітацією нової планети, яку він називав планетою X.
Здавалося, що відкриття Плутона, здійснене Клайдом Томбо 1930 року, підтверджує гіпотезу Ловелла, і аж до 2006 р. Плутон офіційно вважався дев'ятою планетою. Однак 1978 р. з'ясувалося, що маса Плутона надто мала, щоб його гравітація впливала на газові гіганти. Це зумовило новий короткочасний спалах зацікавлення до пошуків десятої планети, але на початку 1990-х рр. вони майже припинилися, оскільки дані космічного зонда «Вояджер-2» показали, що відхилення орбіти Урана від розрахункової пояснюються недооцінкою маси Нептуна. Після 1992 р. внаслідок відкриття численних невеликих крижаних об'єктів, орбіти яких подібні до орбіти Плутона, постало питання про те, чи слід і далі вважати Плутон планетою, чи, може, його і його «сусідів» потрібно виділити в окремий клас об'єктів. Хоча найбільші тіла цієї групи пропонували вважати планетами, у 2006 році Міжнародний астрономічний союз перекваліфікував Плутон і його найбільших сусідів на карликові планети, і в Сонячній системі залишилося лише вісім планет.
Сучасна астрономічна спільнота здебільшого схиляється до думки, що Планети X не існує. Утім, гіпотезою про існування невідкритої транснептунової планети деякі астрономи пояснюють аномалії в русі об'єктів зовнішньої частини Сонячної системи. У масовій культурі й навіть у деяких астрономічних колах терміном «Планета X» називають будь-яку невідкриту планету зовнішньої частини Сонячної системи, безвідносно до її стосунку до гіпотези Ловелла.

## Давні гіпотези

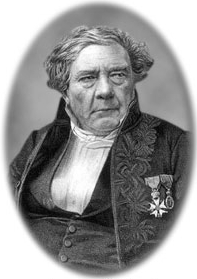
Жак Бабіне, один із найперших авторів гіпотези про існування транснептунової планети

У 1840-х рр. французький математик Урбен Левер'є, застосовуючи закони ньютонівської (класичної) механіки, проаналізував збурення орбіти Урана і висунув гіпотезу, що вони спричинені гравітацією ще невідкритої планети. Левер'є визначив, яким має бути положення цієї нової планети на небі й надіслав свої розрахунки німецькому астрономові Йоганну Готфріду Ґалле. 23 вересня 1846 року, уночі одразу після отримання листа, Ґалле разом зі своїм учнем Генріхом Луї д'Арре відкрили Нептун — саме там, де вказав Левер'є. Але в русі газових гігантів — Урана й Нептуна — все одно спостерігалися невідповідності. Їх розглядали як свідчення на користь того, що за орбітою Нептуна існує ще одна планета.
Ще до відкриття Нептуна побутувала ідея, що пояснити всі невідповідності наявністю лише однієї планети не можна. 17 листопада 1834 року британський астроном-любитель Томас Джон Гассі повідомив британському королівському астрономові Джорджеві Ері про свою розмову з французьким астрономом Алексисом Буваром. Гассі сказав, що коли він висловив Бувару ідею про те, що незвичний рух Урана може пояснюватися гравітаційним впливом ще не відкритої планети, той повідомив, що така ідея теж спадала йому на думку і що він вже обговорював її з Петером Андреасом Ганзеном, директором Зіберзьскої обсерваторії в Готі (Тюрингія, Німеччина). На думку Ганзена, повністю пояснити рух Урана наявністю лише одного космічного тіла не можна, тому він припустив, що за орбітою Урана є ще дві планети.

1848 року Жак Бабіне піддав сумніву розрахунки Левер'є, стверджуючи, що спостережувана маса Нептуна є меншою, а орбіта — більшою, ніж той передбачав. Бабіне висунув гіпотезу, що за орбітою Нептуна має існувати інша планета з масою, приблизно у 12 разів більшою від маси Землі, — він назвав її «Гіперіон» (не плутати з однойменним супутником Сатурна). Левер'є відкинув гіпотезу Бабіне, кажучи:
Не існує абсолютно нічого, за допомогою чого можна було б визначити положення іншої планети, за винятком гіпотез, у яких уява грала надто велику роль.
1850 року Джеймс Фергюсон, астроном-асистент у Військово-морській обсерваторії США, зауважив, що він «загубив» зорю, яку спостерігав, — GR1719k. Лейтенант Метью Маурі, керівник обсерваторії, назвав випадок свідченням на користь того, що то була нова планета. Подальші пошуки не дали змоги виявити «планету» в іншому положенні, а в 1878 р. Петерс (CHF Peters), директор обсерваторії коледжу Гамільтона у Нью-Йорку, продемонстрував, що зоря насправді не зникла: попередні результати були наслідком людської помилки.
1879 року Каміль Фламмаріон зауважив, що афелії комети 1862 III (комети 1862 III) та 1889 III становлять відповідно 47 та 49 а. о., і зробив припущення, що відстань відповідає орбітальному радіусу невідомої планети, яка перетворила їхні орбіти на еліптичні. Астроном Джордж Форбс на підставі цих фактів дійшов висновку, що поза Нептуном повинні існувати дві планети. Виходячи з того, що афелії чотирьох комет сягають відстані приблизно 100 а. о., а афелії наступних шістьох — аж 300 а. о., він розрахував орбітальні елементи пари гіпотетичних транснептунових планет. Ці розрахунки виявились тотожними до тих, які незалежно вирахував інший астроном Девід Пек Тодд (David Peck Todd), що дало підстави вважати їх дійсними. Утім, скептики заперечували, що орбіти комет, які брали участь у розрахунках, надто невизначені для отримання надійних результатів.
У 1900 і 1901 рр. директор Гарвардської обсерваторії Вільям Генрі Пікерінг здійснив дві спроби відшукати транснептунові об'єкти. Першу з них розпочав данський астроном Ханс Еміль Лау (Hans Emil Lau): дослідивши дані щодо орбіти Урана з 1690 по 1895 рр., він дійшов висновку, що пояснити невідповідності його орбіти наявністю лише однієї транснептунової планети не можна, і висунув припущення щодо положень двох планет, наявність яких, на його думку, могла би їх пояснити. Друге пошукове дослідження почалося, коли Гебріел Даллет (Gabriel Dallet) припустив, що рух Урана можна пояснити наявністю однієї транснептунової планети на відстані 47 а. о. Пікерінг погодився перевірити пластинки на наявність будь-яких підозрілих планет. В обох випадках нічого знайти не вдалося.
1911 року індійський астроном Венкатеш Кетакар (Venkatesh P. Ketakar) повторно проаналізував схеми руху супутників Юпітера, створені П'єром-Симоном Лапласом, і, застосувавши їх до зовнішніх планет, висунув припущення про існування двох транснептунових планет, яким він дав назви Брахма і Вішну. Три внутрішні Галілеєві супутники Юпітера — Іо, Європа і Ганімед — перебувають у складному резонансному русі з відношеннями 1:2:4 («резонанс Лапласа»). Кетакар припустив, що Уран, Нептун і гіпотетичні транснептунові планети теж пов'язані резонансом на кшталт Лапласового. За цими розрахунками, для Брагми середня відстань мала б становити 38,95 а. о., а орбітальний період — 242,28 земного року (резонанс 3:4 із Нептуном). Плутон, який було відкрито через 19 років по тому, обертається навколо Сонця на середній відстані 39,48 а. о. і має орбітальний період 248 земних років — тобто параметри його орбіти виявилися близькими до припущених Кетакаром (Плутон перебуває в резонансі 2:3 з Нептуном). Кетакар не робив жодних припущень щодо елементів орбіти, крім середньої відстані й періоду. Як саме Кетакар їх розрахував, невідомо; другу планету, про існування якої він казав, Вішну, знайдено не було.

## Планета Ікс

### Історія
1894 р. за допомогою Вільяма Пікерінга заможний бостонець Персіваль Ловелл заснував Ловеллівську обсерваторію у Флегстаффі (Аризона, США). 1906 року, прагнучи знайти пояснення загадок орбіти Урана, він розпочав масштабний проект із пошуку транснептунової планети, яку він назвав «Planet X». У цій назві присутня гра слів: «X» тут символізує невідоме і вимовляється як буква X, а не римська цифра «10»; водночас «Planet X» сприймається як «Десята планета» (хоча Планета Ікс мала би стати дев'ятою, а не десятою). Ловелл сподівався відстежити Планету Ікс, аби повернути довіру до себе як до науковця, адже ця довіра значно зменшилася через його висміювану науковим загалом віру в те, що каналоподібні візерунки на поверхні Марса є каналами, створеними високорозвиненими істотами.
Передусім Ловелл зосередив зусилля на пошуках у районі екліптики, поблизу площини якої проходять орбіти всіх планет. Використовуючи 5-дюймову фотокамеру, він за допомогою збільшувального скла вручну проаналізував понад 200 тригодинних експозицій, але не знайшов жодної планети. У той час Плутон перебував надто високо над площиною екліптики і не потрапив на ділянку пошуків. Перевіривши можливі прогнозовані місця, Ловелл здійснив другий етап пошуку; він тривав з 1914 по 1916 рр. 1915 року він опублікував свої «Мемуари про транснептунову планету» (Memoir of a Trans-Neptunian Planet), у яких дійшов висновку, що Планета Ікс має масу приблизно всемеро більшу від маси Землі (тобто половину маси Нептуна) й обертається навколо Сонця на середній відстані 43 а. о. Він припустив, що Планета Ікс — це великий об'єкт із низькою густиною й високим альбедо — як у газових гігантів. За таких характеристик її диск мав би розмір приблизно одну кутову секунду, а її видима зоряна величина становила б 12—13 — тобто вона мала бути досить яскравою, щоб її помітити.

Незалежно від Ловелла Пікерінг 1908 року заявив, що, проаналізувавши нерегулярності орбіти Урана, він виявив дев'яту планету. Ця гіпотетична планета — він назвав її «Планета О», оскільки наступною буквою після «N» (Нептун) є «O» — має середній орбітальний радіус 51,9 а. о. та орбітальний період 373,5 року. На пластинках, узятих у його обсерваторії в Арекіпі (Перу), знайти планету з такими характеристиками не вдалося. Згодом британський астроном Філіп Герберт Ковелл продемонстрував, що нерегулярності, спостережувані в русі Урана, майже щезають, якщо врахувати його пересування по довготі[прояснити]. Ловелл, незважаючи на свої близькі стосунки з Пікерінгом, самостійно відкинув можливість існування Планети О, зауваживши:
Цю планету дуже слушно назвали «О» — адже це ніщо.
(в англійській мові «О» означає «нуль», «ніщо»). Пікерінг не знав, що на чотири фотографічні пластинки, отримані астрономами обсерваторії Маунт-Вілсон під час пошуків Планети О 1919 року, потрапив, зокрема, і Плутон: це з'ясувалося багато років по тому. Пікерінг продовжував робити припущення про існування багатьох інших транснептунових планет аж до 1932 р., називаючи їх P, Q, R, S, T та U. Жодну з них не було знайдено.

### Відкриття Плутона
Через несподівану смерть Ловелла 1916 року пошуки Планети Ікс тимчасово припинилися. За словами його друга, неспроможність знайти цю планету «майже вбила його». Констанція Ловелл, вдова Персіваля Ловелла, аби заволодіти мільйоном доларів спадку чоловіка, поступово втягнула обсерваторію в тривалі юридичні тяжби. Унаслідок цього пошуки Планети Ікс не вдавалося завершити протягом кількох років.
1925 року обсерваторія отримала скляні диски для нового 13-дюймового ширококутного телескопа для продовження пошуків, сконструйованого на кошти Джорджа Ловелла, брата Персіваля. 1929 року директор обсерваторії Весто Мелвін Слайфер, не довго вагаючись, передав роботу з пошуку планети Клайду Томбо — 22-річному фермеру з Канзасу, який щойно прибув до Ловеллівської обсерваторії; Слайфера вразили його астрономічні малюнки.
Завданням Томбо було систематично знімати ділянки нічного неба, роблячи пари зображень з інтервалом два тижні. Після цього він закладав обидва зображення кожної ділянки у спеціальний апарат — так званий блінк-компаратор, який, швидко змінюючи ці зображення, дозволяв легко виявляти відмінності між ними. Щоб зменшити імовірність того, що за нову планету буде сприйнято який-небудь об'єкт, який рухається швидко (а отже, перебуває ближче), Томбо знімав кожну ділянку поблизу точки протистояння, тобто протилежній Сонцю, де видимий ретроградний рух об'єктів, орбіти яких розташовані ззовні відносно земної, найшвидший. Крім того, він робив третій, контрольний знімок, аби усунути будь-які хибні результати, спричинені дефектами пластинок. Томбо вирішив зняти в такий спосіб весь зодіак і не обмежуватися ділянками, на які вказав Ловелл.

На початок 1930 року Томбо у своїх пошуках дійшов до сузір'я Близнят. 18 лютого 1930 р., працюючи вже протягом цілого року і перевіривши близько двох мільйонів зірок, Томбо розгледів рухливий об'єкт на фотографічних пластинах, знятих 23 і 29 січня того ж року. Фотографія нижчої якості, знята 21 січня, підтвердила факт руху. Переконавшись, що об'єкт рухається, Томбо зайшов у кабінет Слайфера і промовив:
Доктор Слайфер, я знайшов вашу Планету Ікс!
Об'єкт перебував лише за шість градусів від одного з двох положень, які вказував Ловелл; отже, можна сказати, що його нарешті було реабілітовано. Невдовзі обсерваторія отримала й інші підтверджуючі фотографії. 13 березня 1930 р. новину про відкриття надіслали до Гарвардської обсерваторії. Пізніше новий об'єкт віднайшли на фотографіях, знятих ще 19 березня 1915 року. Почасти рішення назвати його Плутоном зумовлювалося прагненням вшанувати пам'ять Персіваля Ловелла: ініціали його імені утворювали перші дві букви цього слова. Після відкриття Плутона Томбо продовжував шукати інші віддалені об'єкти в площині екліптики. Він знайшов сотні змінних зір і астероїдів, а також дві комети, але інших планет не відкрив.

### Плутон втрачає «титул» Планети Ікс

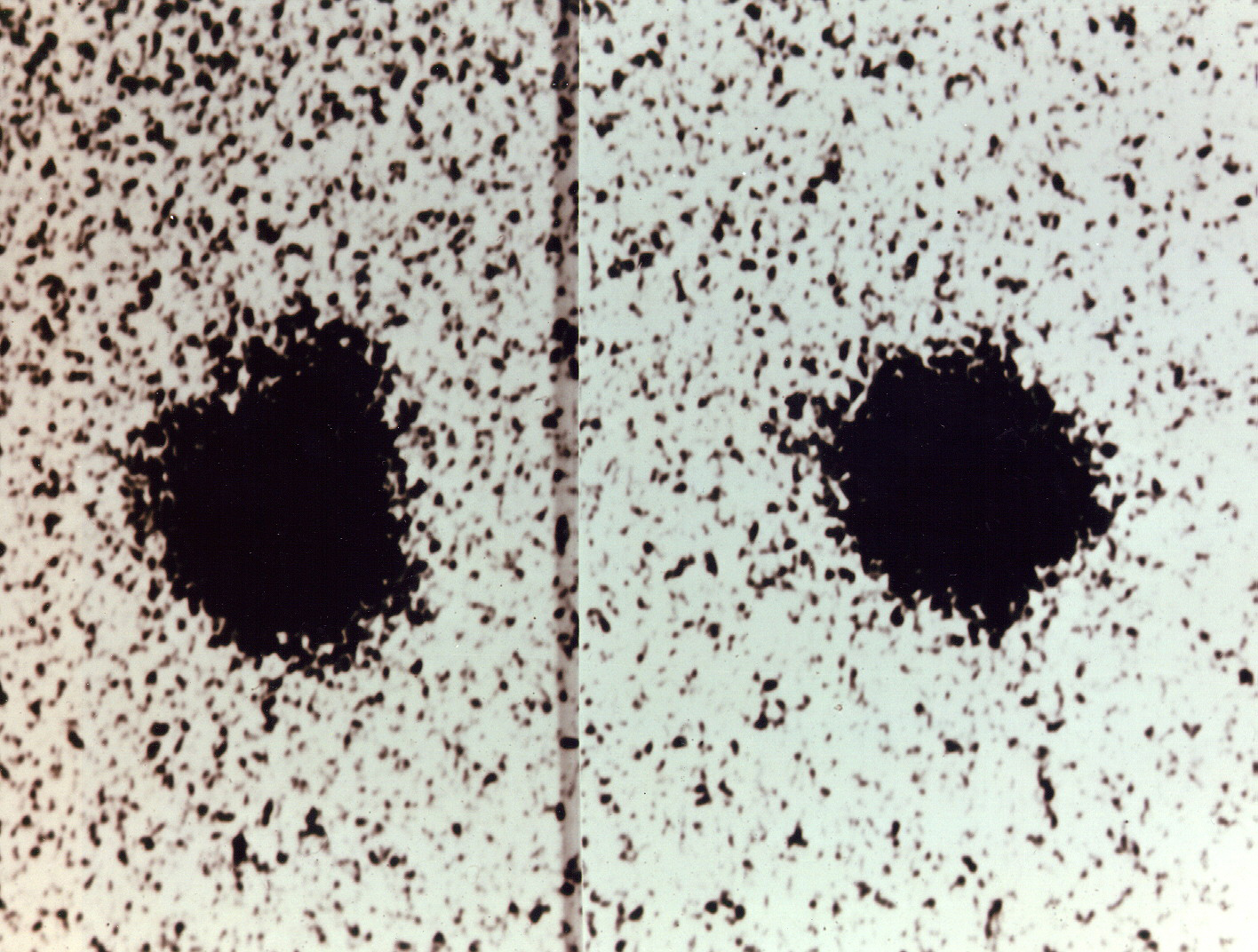
Зображення, на якому було знайдено Харон

Працівників обсерваторії розчаровувало й дивувало те, що побачити видимий диск Плутона не вдавалося: у телескопах він мав вигляд точки, як зоря. Із зоряною величиною 15 він був ушестеро тьмяніший, ніж прогнозував Ловелл, — тобто був або дуже маленький, або дуже темний. Оскільки астрономи Ловелла вважали, що Плутон достатньо масивний, щоб збурювати орбіти інших планет, вони припустили, що його альбедо дорівнює 0,07 (інакше кажучи, що він відбиває лише 7 % світла, яке на нього падає) — тобто темний, як асфальт, і подібний до Меркурія — планети з найменшим альбедо. За таких характеристик його діаметр мав би становити близько 8000 км, тобто 60 % від земного. Крім того, орбіта Плутона виявилася сильно витягнутою — значно сильніше, ніж у решти планет.
Деякі астрономи заперечували, що Плутон слід вважати планетою. Невдовзі після його відкриття в 1930 р. Армін Лейшнер (Armin O. Leuschner) висунув припущення, що через тьмяність і ексцентричність орбіти його радше слід вважати астероїдом або кометою: «Результат Ловелла підтверджує великий ексцентриситет, припущення про який було висунуто 5 квітня. Ще один варіант — великий астероїд, орбіта якого сильно змінилася внаслідок близького проходження великої планети на кшталт Юпітера, або, можливо, це один із багатьох довгоперіодичних планетарних об'єктів, який ще не відкрито, або яскравий кометоподібний об'єкт». 1931 року Ернест Браун, здійснивши математичні розрахунки, заявив, що пояснити спостережувані неправильності орбіти Урана гравітаційним впливом ще віддаленішої планети неможливо, а відтак передбачення Ловелла було «цілком випадковим».
Упродовж середини XX століття оцінки маси Плутона переглядалися в бік зменшення. 1931 року Ніколсон і Маялл, виходячи з його гаданого впливу на газові гіганти, розрахували його масу і оцінили її як приблизно рівну земній. 1950 року Джерард Койпер намагався виміряти діаметр Плутона на 5,1-метровому телескопі і зробив висновок, що його розмір проміжний між Меркурієм і Марсом, а його маса, найімовірніше, вдесятеро менша за земну. 1976 року Дейл Крюкшенк, Карл Пілчер і Девід Моррісон із Гавайського університету проаналізували спектр поверхні Плутона і визначили, що він має містити метановий лід. Це означало, що поверхня Плутона не темна, а доволі яскрава, а відтак він невеликий і його маса становить кілька тисячних земної.
| Рік  | Маса (у масах Землі) | Примітки                    |
| ---- | -------------------- | --------------------------- |
| 1931 | 1                    | Ніколсон і Маялл            |
| 1950 | 0,1                  | Койпер                      |
| 1976 | Кілька тисячних      | Крюкшенк, Пілчер і Моррісон |
| 1978 | 0,0017               | Крісті та Гаррінгтон        |

Урешті-решт масу Плутона було визначено 1978 року, коли американський астроном Джеймс Крісті (James W. Christy) відкрив його супутник Харон. Це відкриття дало йому разом із Робертом Гаррінгтоном із Військово-морської обсерваторії США змогу виміряти масу системи Плутон — Харон безпосередньо, шляхом спостереження орбітального руху супутника навколо планети. За їхніми вимірюваннями, вона становить приблизно 0,0017 маси Землі або 0,14 — Місяця. Ця величина набагато менша від тієї, якою можна було б пояснити спостережувані відхилення орбіт зовнішніх планет. Отже, «пророкування» Ловелла виявилося випадковим: якщо Планета Ікс існує, то це точно не Плутон.

### Подальші пошуки Планети Ікс
Після 1978 року чимало астрономів продовжували пошуки ловеллівської Планети Ікс і були переконані, що, оскільки Плутон здійснити цю «місію» не зміг, це означає, що орбіти зовнішніх планети збурює невидима десята планета.
У 1980-х і 1990-х рр. Роберт Гаррінгтон здійснив дослідження з метою визначити реальну причину спостережуваних відхилень. За його розрахунками, будь-яка «Планета Ікс» мала бути приблизно втричі далі від Сонця, ніж Нептун; її орбіта мала бути дуже ексцентричною і сильно нахиленою до екліптики — під кутом приблизно 32° до орбітальної площини інших відомих планет. Ця гіпотеза дістала змішані відгуки. Відомий противник існування Планети Ікс Браян Марсден із Центру малих планет Гарвардського університету зауважив, що відхилення, про які йдеться, у сотні разів менші від тих, про які казав Левер'є, і що їх легко пояснити помилками спостережень.
1972 року Джозеф Брейді (Joseph Brady) з Ліверморської національної лабораторії досліджував нерегулярності в русі комети Галлея. Брейді заявив, що вони можуть бути зумовлені планетою розміром із Юпітер, яка обертається навколо Сонця за орбітою Нептуна, на відстані 59 а. о., і має ретроградну орбіту. Утім, і Марсден, і прихильник існування Планети Ікс Кеннетт Зідельманн (P. Kenneth Seidelmann) зустріли цю гіпотезу в штики, закидаючи, що комета Галлея випадково й нерегулярно викидає струмені речовини, які спричиняють зміну її орбіти, а також що такий масивний об'єкт, як Планета Ікс «за версією» Брейді, мав суттєво впливати орбіти відомих зовнішніх планет.
1983 року космічна обсерваторія IRAS (хоча її завданням не є пошуки Планети Ікс), ненадовго спровокувала сенсацію через «невідомий об'єкт», який спершу охарактеризували як «можливо, сумірний за розміром із гігантською планетою Юпітер і достатньо близький, щоб бути частиною Сонячної системи». Під час подальшого аналізу виявилося, що дев'ять із невизначених об'єктів є далекими галактиками, а десятий — «міжзоряною хмарою»; жоден з об'єктів не належав до Сонячної системи.
1988 року Джексон (A. A. Jackson) і Кіллен (R. M. Killen) здійснили дослідження стабільності резонансу Нептун — Плутон шляхом моделювання руху планет за умови наявності «Планет Ікс» різних мас і на різних відстанях від Плутона. Орбіти Нептуна і Плутона перебувають у резонансі 3:2, який унеможливлює їх зіткнення і навіть наближення один до одного, хоча Плутон іноді підходить до Сонця ближче, ніж Нептун. З'ясувалося, що, аби розірвати цей резонанс, маса гіпотетичного об'єкта повинна перевищувати 5 мас Землі, при цьому діапазон можливих параметрів доволі широкий, внаслідок чого поза орбітою Плутона може існувати велика кількість космічних тіл, наявність яких ніяк не впливає на цей резонанс. Аби визначити вплив такого тіла на стабільність резонансу Нептун — Плутон, було обчислено розвиток чотирьох тестових орбіт трансплутовоної планети на інтервалах у мільйони років. З'ясувалося, що планети поза Плутоном, які мають маси від 0,1 до 1,0 мас Землі й обертаються навколо Сонця на відстані відповідно 48,3 та 75,5 а. о., не впливають на резонанс 3:2. Тестові планети з масою 5 мас Землі та великими півосями 52,5 та 62,5 а. о. змінюють аргумент перигелію лібрації Плутона (чотири мільйони років).

### Спростування Планети Ікс
Гаррінгтон помер у січні 1993 р., так і не знайшовши Планету Ікс. Через 4 місяці Ерланд Майлс Стендіш опублікував роботу, де на основі даних, отриманих 1989 року під час прольоту «Вояджера-2» повз Нептун, уточнив його масу. Вона виявилася на 0,5 % меншою, ніж вважали (ця похибка сумірна з масою Марса). Після цього він повторно розрахував гравітаційний вплив Нептуна на Уран. Коли уточнену масу Нептуна врахували в ефемеридах Лабораторії реактивного руху (JPL), усі невідповідності орбіти Урана щезли, а разом із ними зникла й потреба в Планеті Ікс. У траєкторіях космічних зондів («Піонер-10», «Піонер-11», «Вояджер-1», «Вояджер-2») не спостерігається жодних відхилень, наявність яких можна було б пояснити гравітаційним впливом масивного невідкритого об'єкта. Сьогодні більшість астрономів погоджуються, що Планети Ікс, якою її бачив Ловелл, не існує.

## Відкриття інших транснептунових об'єктів
Після відкриття Плутона й Харона жодних транснептунових об'єктів не знаходили аж до 1992 р., коли був відкритий (15760) 1992 QB1, який тільки в січні 2018 року дістав власну назву Альбіон. Відтоді виявлено тисячі таких об'єктів. Більшість із них вважаються частиною пояса Койпера: це група крижаних тіл, які обертаються навколо Сонця поблизу площини екліптики поза орбітою Нептуна. Хоча жоден із них не досяг розміру Плутона, деякі з цих віддалених транснептунових об'єктів, зокрема Седну, у ЗМІ оголошували як «нові планети».
2005 року астроном Майкл Браун зі своєю командою оголосив про відкриття об'єкта 2003 UB313 (який пізніше дістав назву Ерида на честь грецької богині чвар та розбрату) — транснептунового об'єкта, який спочатку вважався трохи більшим за Плутон. Невдовзі по тому в прес-релізі Лабораторії реактивного руху НАСА він був поданий як «десята планета».
Ериду ніколи офіційно не класифікували як планету. Згідно з новим визначенням планети, ухваленим МАС 2006 р., і Ерида, і Плутон вважаються не планетами, а карликовими планетами, оскільки вони «не очистили своє оточення»: вони обертаються навколо Сонця не самостійно, а як частина групи тіл порівнянних розмірів. Плутон наразі вважається членом поясу Койпера, сумірним з Еридою за розміром.
Деякі астрономи, із яких найбільше відомий Алан Стерн, керівник «Нью-Горайзонс» — місії НАСА до Плутона, — закидають, що визначення МАС суперечливе і що Плутон та Ериду, а також усі великі транснептунові об'єкти, як-от Макемаке, Седна, Квавар і Варуна, слід вважати планетами. Утім, відкриття Ериди не реабілітувало теорію щодо існування Планети Ікс, оскільки маса Ериди теж надто мала, щоб суттєво впливати на орбіти зовнішніх планет.

## Подальші гіпотези щодо транснептунових планет
Хоча більшість астрономів впевнені, що ловеллівської Планеті Ікс як такої не існує, чимало є й прихильників думки, що на зовнішні області Сонячної системи відчутно гравітаційно впливає велика невидима планета. Такі гіпотетичні об'єкти часто називають «Планетами Ікс», хоча інколи їхня передбачувана сутність значно відрізняється від тієї, якою її бачив Ловелл.

### Періодичність вимирань
Пошуки невідомого тіла Сонячної системи активізувалися 1984 року, коли Джек Сепкоські і Девід Роп заявили про виявлення періодичності в темпах вимирання морських тварин та найпростіших. За їхніми результатами, інтенсивність вимирань збільшується кожні 26 мільйонів років. Того ж року інші дослідники пояснили це впливом невідомої масивної планети або зорі, що отримала ім'я богині кари Немезиди. Цей об'єкт має обертатися навколо Сонця витягнутою орбітою і при кожному наближенні до нього збурювати орбіти комет, багато з яких після цього летять у центральну область Сонячної системи й бомбардують Землю та інші планети.
Низка досліджень підтверджує періодичність вимирань, а низка інших — спростовує. Те ж саме стосується періодичності утворення на Землі метеоритних кратерів. 2010 року вийшла стаття з висновком, що періодичність вимирань існує й добре прослідковується протягом останніх 500 млн років, але це свідчить проти гіпотези про Немезиду: її орбіта не може бути настільки стабільною. У темпах утворення кратерів кілька дослідників знаходили коливання з періодом від 13 до 50 млн років, але аналіз 2011 року цього не підтвердив. З іншого боку, у 2015 році вийшло повідомлення про виявлення і в темпах вимирання, і в темпах кратероутворення коливань із близькими періодами (27,0 ± 0,7 і 25,8 ± 0,6 млн років відповідно) та фазами.

### Орбіта Седни
Після відкриття Седни виникла потреба пояснити, як могло утворитися тіло з такою дивовижною орбітою. Її перигелій перебуває на такій великій відстані від Сонця (приблизно 75 а. о.), що жоден відомий механізм не дає змоги його пояснити. Зокрема, він лежить надто далеко від орбіт планет: гравітація Нептуна нездатна помітно на нього впливати.
Гіпотези, які пояснюють орбіту Седни, передбачають, що її сформувала гравітація зорі, яка наближалася до Сонця в минулому, що Седна була «вихоплена» з іншої планетної системи або що її «витягло» на таку віддалену орбіту тяжіння невідомої транснептунової планети. Для пояснення конфігурації орбіти Седни може бути цінним відкриття в тій самій області багатьох інших об'єктів, орбітальні конфігурації яких надали б факти щодо з'ясування їхнього минулого. Якщо Седну «закинула» на її теперішню орбіту транснептунова планета, то й інші об'єкти, знайдені у тій області, мали б мати сумірний перигелій (близько 80 а. о).
2014 року астрономи оголосили про відкриття 2012 VP113 — великого об'єкта з перигелієм близько 80 а. о. і періодом обертання більше 4200 років: тобто схожого за параметрами орбіти на Седну. Цей факт став підставою для припущень про існування потенційної транснептунової планети. Чедвік Трухільйо й Скотт Шеппард стверджували, що зіставлення аргументів перигелію VP113 та інших віддалених транснептунових об'єктів свідчить на користь існування «надземлі» з масою від 2 до 15 земних неподалік площини екліптики на відстані 200—300 а. о. Утім, подальші розрахунки, що їх здійснив Лоренцо Іоріо, установили обмеження: мінімальна відстань для об'єкта з масою 2 земних — 496—570 а. о., а для об'єкта з масою 15 земних — 970—1111 а. о. У 2014 р. астрономи Мадридського університету висунули ідею, що наявні дані свідчать на користь існування кількох транснептунових планет.
Майкл Браун, першовідкривач Седни, — навіть безвідносно даних про гравітаційний вплив, — стверджував, що сама по собі 12-тисячолітня орбіта Седни вже передбачає імовірність існування за орбітою Нептуна планет розміром із Землю. Орбіта Седни має настільки великий ексцентриситет, що поблизу Сонця, де її нескладно спостерігати, вона проводить лише невелику частину свого орбітального періоду. Це означає, що, якщо її відкриття не було збігом неймовірних обставин, імовірно, існує доволі велика група об'єктів, сумірних за розмірами із Седною, які мають спостерігатися в області, де пролягає її орбіта. Майкл Браун сказав у своїй Ловеллівській лекції 2007 р.:
Розмір Седни становить три чверті розміру Плутона. Якщо [там] є шістдесят тіл розміром три чверті Плутона, то, імовірно, там знайдеться й сорок тіл розміром із Плутон… А якщо там є сорок тіл розміром із Плутон, там, напевно, знайдеться десять тіл, удвічі більших за Плутон, три-чотири тіла, утричі більших за Плутон, а найбільше з цих тіл… імовірно, за розмірами таке, як Марс або Земля.
Проте, зауважив він, якби такий об'єкт було знайдено, і навіть якби за розмірами він був такий, як Земля, за нинішнім визначенням його все одно вважали б карликовою планетою, оскільки він «недостатньо очистив своє оточення».

### Провал Койпера
Обговорення можливої транснептунової планети вирували також навколо так званого «провалу Койпера». Пояс Койпера раптово обривається на відстані 48 а. о. від Сонця. Висувалися припущення, що цей несподіваний обрив може пояснюватися наявністю об'єкта з масою, як у Марса або Землі, який обертається навколо Сонця на відстані 48 а. о. Якби на круговій орбіті на відстані 60 а. о. навколо Сонця оберталася марсоподібна планета, конфігурація транснептунових об'єктів не відповідала би спостережуваній. Зокрема, кількість плутино значно зменшилася б. Астрономи не відкидають можливість існування ще масивнішої, землеподібної планети з ексцентричною нахиленою орбітою на відстані більше 100 а. о. Комп'ютерні моделювання, здійснені Патриком Ликавкою з Університету Кобе, свідчать, що наявністю тіла з масою від 0,3 до 0,7 земної, яке було виштовхнуто Нептуном на початку формування Сонячної системи і наразі рухається видовженою орбітою на відстані від 101 до 200 а. о. від Сонця, можна було б пояснити існування провалу Койпера і деяких відокремлених об'єктів, як-от Седна і 2012 VP113. Хоча деякі астрономи обережно підтримують такі міркування, інші відкидають їх як «удавані».
2012 року Родні Гомес із Національної обсерваторії Бразилії змоделював орбіти 92 об'єктів поясу Койпера і виявив, що шість із цих орбіт видовжилися набагато сильніше, ніж передбачала модель. Він дійшов висновку, що найпростішим поясненням цього є гравітаційний вплив віддаленої планети-компаньйона розміром із Нептун на відстані 1500 а. о. або з Марс — на відстані 53 а. о.

### Теорія утворення планет
Згідно з олігархічною теорією утворення планет, на початкових етапах життя Сонячної системи існували сотні об'єктів планетарного розміру — так звані «олігархи». 2005 року астроном Юджин Чанг висунув припущення, що, хоча деякі з цих олігархів згодом перетворилися на сучасні планети, більшість із них було викинуто назовні в результаті гравітаційних взаємодій. Деякі взагалі залишили Сонячну систему і перетворилися на мандрівні міжзоряні планети, тоді як інші змістилися у гало, яке оточує Сонячну систему, і набули орбіт із періодом мільйони років. Це гало розкинулося на відстані від 1000 до 10 000 а. о. від Сонця — тобто від третини до однієї тридцятої відстані до хмари Оорта.

### Особливості орбіт транснептунових об'єктів

Очікувана орбіта дев'ятої планети (жовтогарячим) та орбіти транснептунових об'єктів, згруповані під її впливом (червоним)

На існування поза Нептуном невідомої планети вказують і особливості орбіт деяких транснептунових об'єктів. Орбіти, що розташовані достатньо далеко від Сонця та досить сильно витягнуті (особливо ті, що не схильні до збурення Нептуном) мають примітні спільні риси: вони лежать у близьких площинах та мають близькі значення аргументу перигелію. Проявляється у них і групування за довготою перигелію, що означає їх витягнутість поблизу одного напрямку. Ймовірність, що така подібність орбіт є випадковою, дуже мала. Найбільш імовірною її причиною вважають гравітаційний вплив масивної (порядку 10 земних мас) планети, відстань якої від Сонця змінюється від 200 до 600—1200 а. о., а період обертання становить 10—20 тисяч років. Крім того, її впливом можна пояснити дуже великий нахил орбіти деяких інших транснептунових об'єктів. Гіпотезу про існування такої планети вперше висловили Чедвік Трухільйо та Скотт Шеппард 2014 року, а детально розробили Костянтин Батигін та Майкл Браун у публікації 2016 року.